# Principat de Valàquia
Valaquia (en romanès: Țara Românească, literalment 'país romanés'; en hongarès: Havasalföld, en turc Iflak) fou un principat romanés de l'Europa oriental des de la baixa edat mitjana fins a mitjan s. XIX.
La capital canvià amb el temps, de Curtea de Argeș a Târgoviște i finalment a Bucarest.

## Geografia
Valàquia se situa al nord del Danubi i al sud dels monts Carpats. El Danubi la de Bulgària. Altres rius d'aquesta àrea són el Jiu, l'Olt o Aluta, l'Argeș i el Ialomita, afluents del Danubi. Els Carpats meridionals o muntanyes Bucegi cobreixen amb els contraforts tot el nord de la zona, i separen Valàquia de Transsilvània. És formada per la unió de dues subregions separades pel riu Olt: Oltènia o Valàquia Menor, a l'oest, i Muntènia o Gran Valàquia, a l'est.
Aquesta zona fou independent políticament, envoltada per l'Imperi otomà al sud, Transsilvània al nord-oest, Moldàvia al nord-est i Transsilvània al nord. Les principals ciutats en són Bucarest, Brăila, important port del Danubi, Giurgiu, Focșani, Ploiești i Craiova.

## Història
Els fets més destacats en la història de Valàquia són:
- 1247 — Litovoi és nomenat en un document del rei Béla IV d'Hongria, en què orienta els cavallers de Sant Joan sobre els estats veïns del regne. És la primera dada existent sobre cap monarca a la zona de Valàquia. Litovoi hi governà entre 1247 i 1279.
- 1290 — Bărbat (? –1290) va aconseguir unificar les formacions polítiques romaneses de Valàquia sota el seu poder, després de succeir al seu germà Litovoi.
- 1310 — Basarab I de Valàquia, el Fundador, fill de Tihomir (considerat d'origen eslauromanés, o segons alguns autors, cumanoromanés) i Maria, filla del voivoda Bărbat, puja al tron.[3] Basarab I es nega a continuar sent vassall del Regne hongarés i amb els seus exèrcits ocupa la zona de Szörény. El rei Carles I d'Hongria inicia una campanya militar contra Valàquia i recupera els territoris arrabassats. Les tropes hongareses, però, pateixen una gran derrota en la batalla de Posada del 1330, amb la qual Basarab assegura la independència de Valàquia.[4]
- 1344 — Nicolau Alexandre, fill de Basarab, fou cogovernador amb son pare abans de pujar al tron. Després de la mort de Barasab, Nicolau es resistí inicialment a ser vassall del rei d'Hongria, però al final acceptà ser-ho de Lluís I d'Hongria. El 1359nomena al primer bisbe metropolità de Valàquia. Va regnar entre 1352 i 1364.
- 1364 — Vladislau I (fill de l'anterior), fou un voivoda valac que ordenà l'encunyació de les primeres monedes valaques, que eren d'argent i pesaven de 0,35 a 1,05 grams. El 1369, Vladislau reconeix com a senyor el rei Lluís I d'Hongria, i en rebé les regions de Severin, Amlaş i Făgăraş. El 1373, Lluís I reprengué Severin, però Valàquia la recuperà al 1376.

El Principat de Valàquia cap a 1390, sota Mircea I

- 1385 — Mircea I, fill del voivoda valac Radu I, n'assegurà l'estabilitat del principat, que durant el seu regnat tingué la màxima expansió: des del riu Olt al nord fins al Danubi al sud, i des de les Portes de Ferro del Danubi a l'oest fins a la mar Negra a l'est. Encunyà monedes d'argent, usades tant a Valàquia com als països veïns; donà privilegis als comerciants de Polònia i Lituània i confirmà els privilegis dels comerciants de Brașov. Va reforçar les fortaleses prop del Danubi i n'augmentà l'exèrcit. Va aconseguir una victòria important contra el soldà Baiazet I en la batalla de Rovine de 1394. Participà en una croada organitzada pel rei d'Hongria contra l'Imperi otomà, però la croada fou vençuda en la batalla de Nicòpolis de 1396. Derrotà dues expedicions otomanes al seu país, el 1397 i 1400. Va protegir l'Església ortodoxa al seu principat i al sud del Danubi, i construí el monestir de Cozia, on és enterrat. Va regnar des de 1386 fins a 1418.

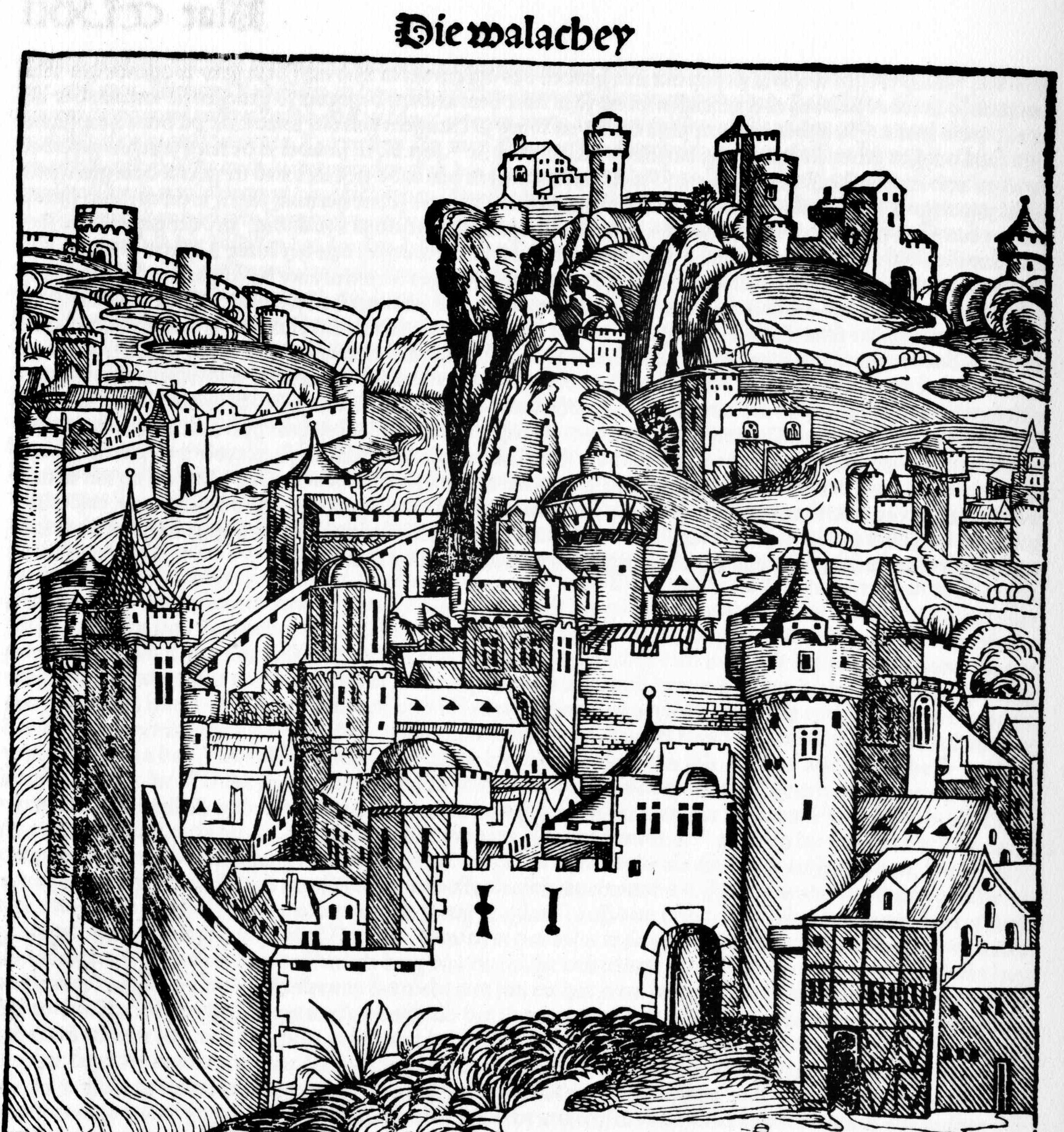
Vista de Valàquia en Les cròniques de Nuremberg, editades a la fi del s. XV

- 1446 — Dan IV forma aliança amb Joan Corvino d'Hongria contra els turcs, però és vençut el 1448 i els ha de pagar tribut.
- 1456 — Vlad III, també conegut com a Vlad Draculea. El 1460 es reconeix pel tractat d'Adrianòpolis tributari de Mehmet II i es fixen els privilegis de la província. El 1462 envaeix Bulgària i sotmet al suplici del pal 25.000 presoners. Mehmet II el destrona.
- 1493 — Radu IV, fill de Vlad V, establert pels turcs; tots els seus successors obtenen la investidura dels soldans. Hi ha molt de desordre a la zona.
- 1522 — Radu VI fa aliança amb Moldàvia, Polònia i Hongria contra els turcs. Perden la batalla de Mohács el 1526.
- 1592 — Miquel el Valent intenta regenerar la seua terra sotmesa als turcs i pertorbada pel caos, i els venç el 1595, però s'ha de reconéixer vassall del príncep de Transsilvània, Segismon Bathory. La guerra continua. Miquel IV és vençut i Valàquia conquistada; però per fi desallotja els turcs i s'apodera de Transsilvània el 1599. Es recolza en els romanesos d'aquest país contra els magiars i els saxons. Conquesta Moldàvia el 1600 i funda així la unitat dels romanesos: les tres parts de l'antiga Dàcia sota un mateix ceptre. L'obra de Miquel dura poc, ja que una guerra amb Polònia, i les intrigues d'Àustria i dels turcs transformen de nou Valàquia. Miquel és vençut i assassinat el 1601 i els tres països romanesos se separen. La mort de Miquel IV és el senyal de la caiguda de Romania.
- 1601 — La Sublim Porta priva als boiars del dret de nomenar el seu hospodar i concedeix aquest títol a Simeó Movila, que és destituït pels boiars i reemplaçat per Radu XI.
- 1610 — Valàquia i Moldàvia perden el dret d'escollir els seus prínceps i la Porta hi nomena Radu XII, i tant aquest com els seus successors només són baxàs sotmesos a la Porta fins a la intervenció russa.
- 1822 — Per la Convenció d'Akkerman, l'Imperi Otomà retorna a Valàquia el dret de nomenar els seus prínceps[5] i el primer hospodar triat en fou Grigore Ghica i el darrer Gheorghe Bibescu I. Durant el regnat d'aquests prínceps l'esperit nacional es desperta i de l'odi cap als turcs es passa a l'avorriment dels russos, veritables dominadors del principat.
- 1848 — El 23 de juny els valacs es revolten contra el príncep Gheorghe Bibescu, partidari de Rússia; hi vencen els insurrectes i aquest accepta la constitució. Però posteriorment es nomena un govern provisional i els russos envaeixen Valàquia. La Porta envia un cos d'exèrcit que vencé la revolució i es va abolir l'antiga constitució. El país fou militarment ocupat i esclatà una lluita entre les dues corts de Sant Petersburg i Constantinoble: la primera volia avasallar els principats i la segona mantenir la seua independència. Finalment, l'acta d'1 de maig de 1849 decideix que l'estatut orgànic, obra de Rússia, que havia produït la revolució de 1848, es revisaria; que els hospodars serien nomenats per la Porta d'acord amb Rússia, però que, al cap de set anys, l'elecció d'aquells seria restituïda als principats i a les seues assemblees representatives.
- 1849 — Barbu Stirbei és nomenat hospodar en virtut del tractat anterior. Després Rússia, fent una qüestió religiosa política, provoca una guerra contra Turquia.
- 1853-56 — Guerra de Crimea. Rússia envaeix el territori. França i Regne Unit s'alien per evitar el declivi de l'Imperi otomà i l'augment de l'hegemonia russa en controlar una sortida a la Mediterrània.
- 1859 — Els Principats del Danubi, Valàquia i Moldàvia s'uneixen de facto amb l'elecció d'Alexandru Ioan Cuza com a príncep.
- 1877-78 — Romania (en aquest temps formada per Valàquia i Moldàvia, sense els territoris històrics de Bessaràbia i Bucovina) proclama la independència i envia les seues tropes a participar en la Guerra russoturca contra l'Imperi otomà. El 1881 es reconeix la independència de Romania pel tractat de Berlín.
- 1918 — A la fi de la Primera Guerra Mundiali amb el col·lapse de l'Imperi austrohongarés, els romanesos de Transsilvània proclamen la seua unió amb Romania pels seus 1.228 representants a Alba Iulia. La unió fou reconeguda per les potències europees en el tractat de Trianon de 1920.

## Llengua
Alguns etnòlegs atribueixen als habitants de Valàquia un origen eslauromanés i a l'idioma un origen daciromà (de l'antiga Dàcia). Els dacis i els getes parlaven un dialecte frigitraci, però els colons romans del s. II enviats per Trajà van introduir a Valàquia la seua llengua, que es va fusionar amb la dels indígenes i arribà a ser una branca de les llengües neollatines o romàniques. En l'idioma vulgar d'aquelles comarques domina un llatí amb moltes arrels eslaves (a causa de la posterior invasió dels eslaus que es fusionaren amb l'antiga població daciromana) al costat de les llatines, i arrels gòtiques, gregues i turques.